# Médium

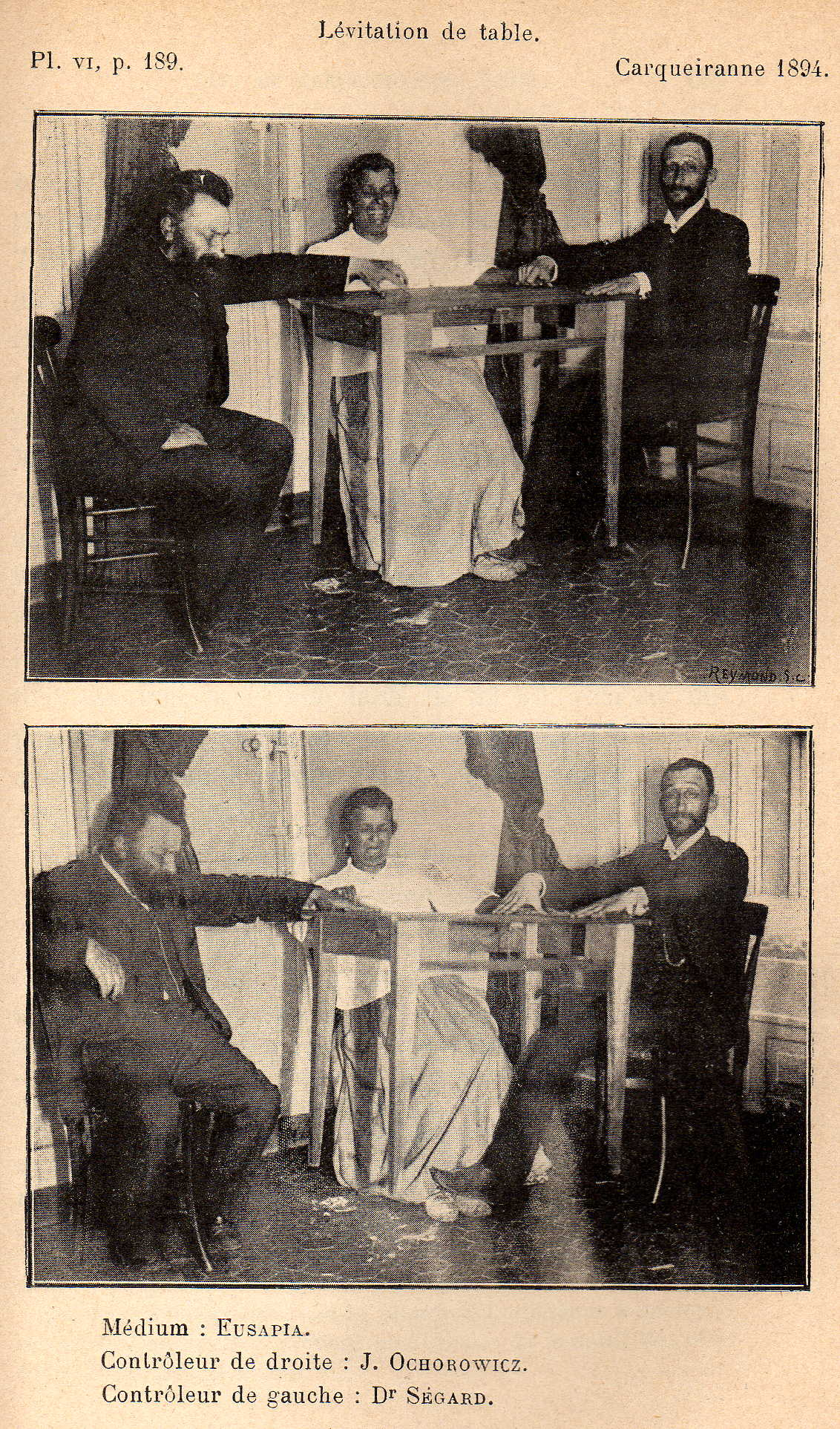
Fotografía de una médium con dos hombres en una sesión espiritista en el.

Un médium (médiums en plural) es una persona que oficia de mediadora entre las almas errantes o espíritus desencarnados y los seres humanos vivos (encarnados). Los practicantes son conocidos como «médiums» o «médiums espirituales». Existen diferentes tipos, como las mesas de adivinación, el trance y la ouija.  
La creencia en la capacidad psíquica está muy extendida a pesar de la ausencia de pruebas objetivas de su existencia. Los investigadores científicos han intentado determinar la validez de las afirmaciones sobre las supuestas capacidades de los médiums. Un experimento llevado a cabo por la Sociedad Psicológica Británica llevó a la conclusión de que los sujetos de la prueba no demostraron ninguna capacidad paranormal.
La mediumnidad ganó popularidad durante el siglo XIX, cuando las tablas de ouija eran utilizadas por las clases altas como fuente de entretenimiento en sesiones espiritistas. Las investigaciones realizadas durante este periodo revelaron un fraude generalizado —algunos practicantes empleaban técnicas utilizadas por los magos de entretenimiento— y la práctica comenzó a perder credibilidad. El fraude sigue estando muy presente en la industria de los médiums o la videncia, y aún hoy se descubren casos de engaño y fraude.
Se han descrito diferentes variantes de esta práctica; podría decirse que las formas más conocidas implican que un espíritu supuestamente toma el control de la voz de un médium y la utiliza para transmitir un mensaje, o que el médium simplemente "escucha" el mensaje y lo transmite. Otras formas implican materializaciones del espíritu o la presencia de una voz, y la actividad telequinética.
La práctica está asociada a varios sistemas de creencias religiosas, como el chamanismo, el vudú, el espiritismo, el candomblé, la umbanda y algunos grupos de la Nueva era.

## Canal

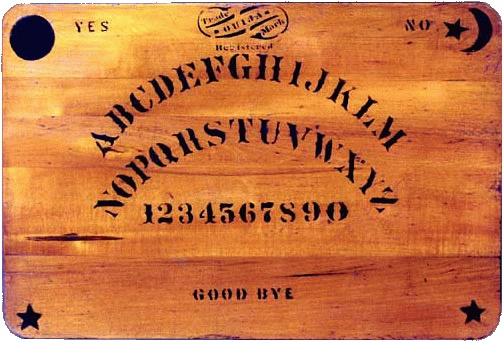
Tablero original de la ouija creado en 1891.

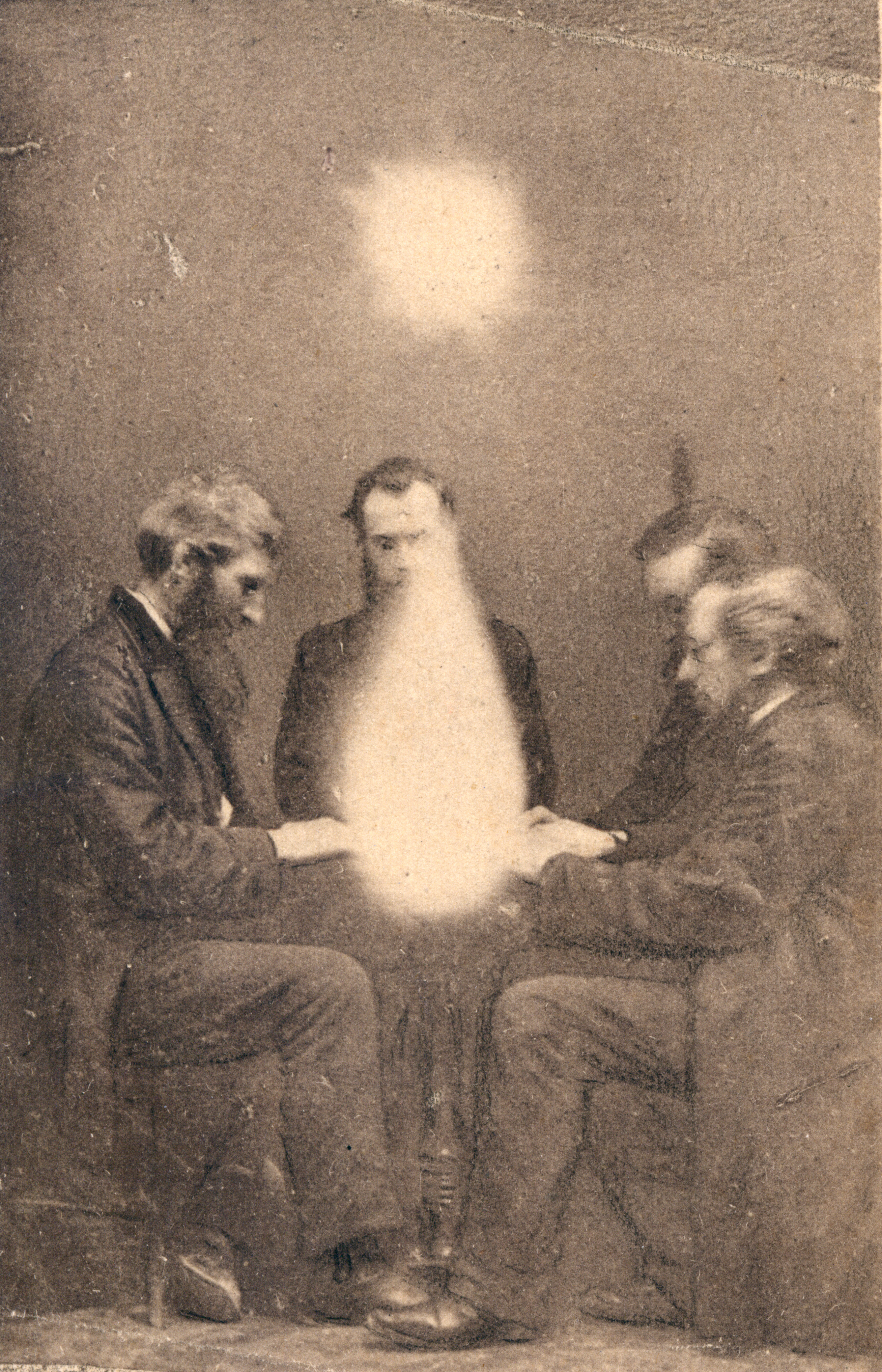
Una sesión espiritista conducida por John Beattie que ha producido un supuesto ectoplasma luminoso, Bristol, Inglaterra, 1872.

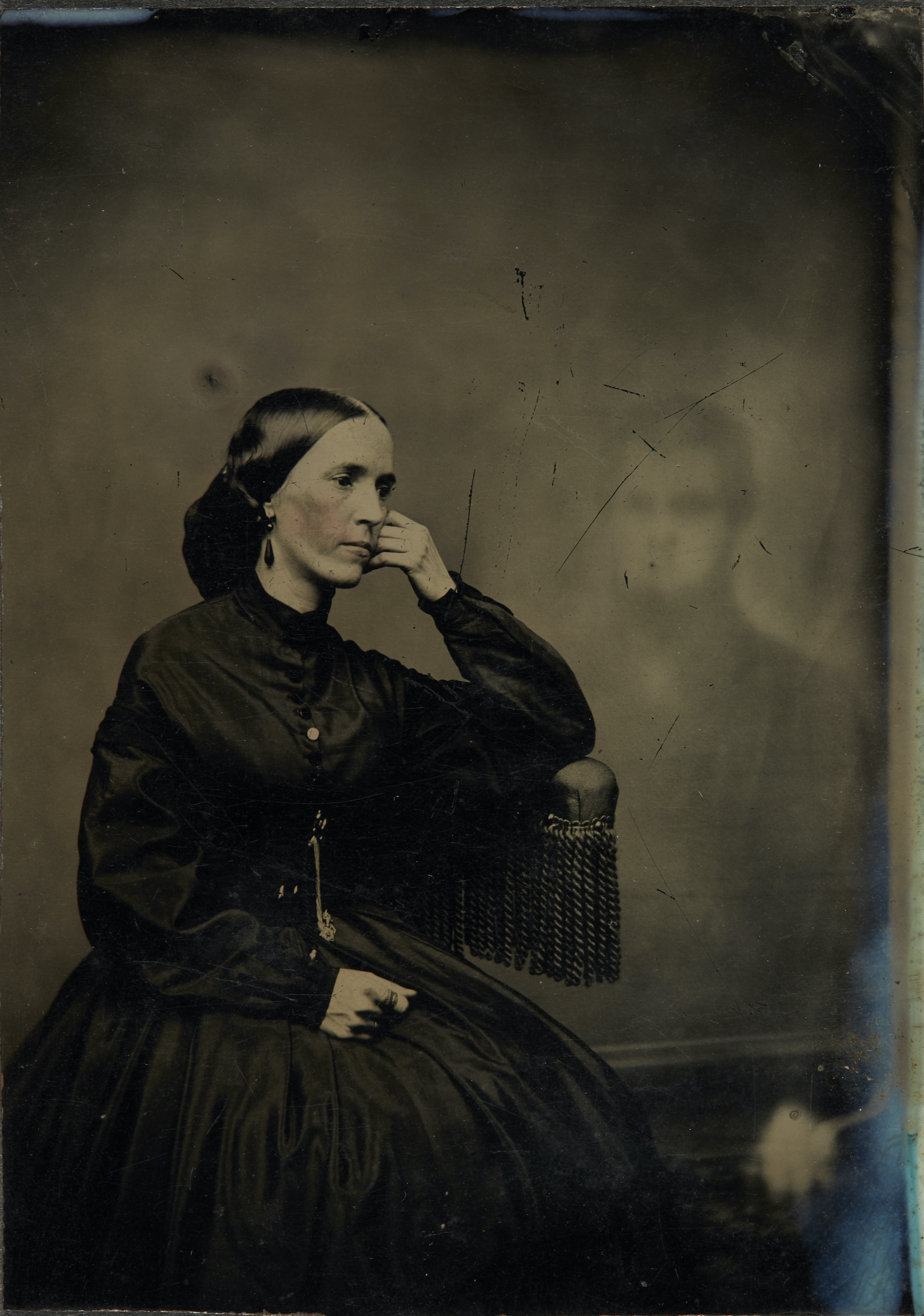
"Fotografía espiritual" de una mujer y un fantasma (1865).

En esoterismo, se llama "el canal" a la frecuencia a través del cual se dice recibir la información espiritual, lo que implicaría comunicación telepática. Las frecuencias determinarían los niveles y calidad de la canalización. Los clarividentes, psíquicos, pitonisas, trabajarían entonces a través de diferentes frecuencias. 
Al hacer parte de un proceso de comunicación, se tienen en cuenta tres componentes:
1. El agente emisor. La fuente de donde surge la información.
2. El agente receptor de lo que se transmite.
3. El medio, por el cual se intenta transferir el pensamiento, la idea, el deseo, la impresión y, por consiguiente, algún conocimiento.[9]

Ejemplos de canalización se encuentran en Madame Blavatsky, quien aseguraba haber sido el canal para que el Maestro Morya dictara el libro La Doctrina secreta. Alice Bailey alega haber servido de canal al maestro Djwhal Khul para el libro Tratado sobre fuego cósmico y otros más. Helen Schuman dice haber recibido del Maestro Jesús el libro Un curso de milagros. Tony Stubbs asegura que su libro Manual para la ascensión fue canalizado por Serapis Bey. Lee Caroll es uno de los tantos  "canales" de Kryon.

## Algunos médiums conocidos
- Las hermanas Fox
- Ovidio Rebaudi
- Lizzie Doten
- Camille Flammarion
- Amalia Domingo Soler
- Lorraine Warren
- Tyler Henry
- João Teixeira de Faria